# Canthidium deyrollei
Canthidium deyrollei là một loài bọ cánh cứng trong họ Bọ hung (Scarabaeidae).